# Fulga (gmina)
Fulga – gmina w Rumunii, w okręgu Prahova. Obejmuje miejscowości Fulga de Jos i Fulga de Sus. W 2011 roku liczyła 3482 mieszkańców.